# David Wiman
David Lepold Wiman, né le 6 août 1884 à Göteborg et mort le 6 octobre 1950 dans la même ville, est un gymnaste artistique suédois.
Lors des Jeux olympiques d'été de 1912 à Stockholm, il remporte une médaille d'or en système suédois par équipes.